# Marduk-zer-...
Marduk-zer-... (akad. Marduk-zēr-..., tłum. „Bóg Marduk męskie potomstwo ...”) – dziesiąty król Babilonii z II dynastii z Isin, następca Marduk-ahhe-eriby. Jego zachowane tylko częściowo imię wymienia Babilońska lista królów A, wedle której panować miał on przez 12 lat. Jego rządy datowane są na lata 1045-1034 p.n.e. Nic więcej o władcy tym nie wiadomo.